# Oecetis raghava
Oecetis raghava är en nattsländeart som beskrevs av Schmid 1995. Oecetis raghava ingår i släktet Oecetis och familjen långhornssländor. Inga underarter finns listade i Catalogue of Life.